# 6. Sinfonie (Mahler)
Die 6. Sinfonie in a-Moll ist eine Sinfonie von Gustav Mahler.

## Entstehung
Die 6. Sinfonie entstand zwischen 1903 und 1904, direkt nach der 5. Sinfonie. Größtenteils schrieb Mahler das Werk in Wien, wo er als Hofoperndirektor arbeitete. Er war zu dieser Zeit als Dirigent und Komponist in Wien hoch angesehen und konnte sich künstlerisch ideal entfalten. Die Sinfonie wird zuweilen unter dem Beinamen „Tragische“ geführt, welcher jedoch nicht von Mahler selbst stammt. Mahler war allerdings der Ansicht, dass das neue Werk „Rätsel aufgeben“ werde.

## Zur Musik

### Besetzung und Aufführungsdauer
Piccoloflöte, 4 Flöten (3. und 4. auch Piccoloflöte), 4 Oboen (3. und 4. auch Englischhorn), Englischhorn, Klarinette in Es und D, 3 Klarinetten in B und A, Bassklarinette in B und A, 4 Fagotte, Kontrafagott, 8 Hörner in F, 6 Trompeten in B und F, 4 Posaunen (4. auch Bassposaune), Basstuba, Schlagwerk (6 Pauken (zwei Spieler), Kleine Trommel, Große Trommel, Becken, Triangel, Tamtam, Rute, Hammer, Glockenspiel, Xylophon, Herdenglocken, Tiefe Glocken, Holzklapper, Tamburin), 2 Harfen, Celesta, I. Violine, II. Violine, Bratsche, Violoncello, Kontrabass. Insgesamt werden für die Aufführung mehr als 110 Musiker benötigt.
Die Aufführungsdauer beträgt etwa 85 Minuten.

### 1. Satz: Allegro energico. Heftig, aber markig

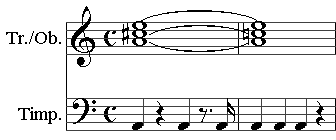
Mahler 6 – Rhythmusmotiv – häufig als Schicksalsmotiv bezeichnet

Der Hauptsatz beginnt mit einem stampfenden Rhythmus der tiefen Streicher, worauf sich eine Marschmelodie entwickelt. Diese entwickelt sich aus einem a-Moll-Dreiklang, der sich bei der Überleitung zum Nebenmotiv aus einem A-Dur-Klang in Kombination mit einem markanten Rhythmus entwickelt. Dieses Motiv – in der Rezeptionsgeschichte häufig als „Schicksalsmotiv“ bezeichnet – tritt, in verschleierter Weise, in allen Sätzen der Sinfonie auf (am markantesten dabei im ersten und vierten). Ein choralartiges, an Bruckner erinnerndes Motiv der Holzbläser beruhigt das aufgewühlte Geschehen. Hiernach intonieren die Streicher einen zweiten, unruhigen Gedanken, welcher sich zu enormer Größe aufschwingt. Dieser Gedanke stellt wahrscheinlich eine Hommage an seine Frau Alma dar. Mahler widmete es ihr wohl mit den Worten: „Ich habe versucht dich in einem Thema festzuhalten – ob es mir gelungen ist weiß ich nicht, Du musst dirs schon gefallen lassen.“ Die gesamte Exposition wird anschließend, für Mahler ungewöhnlich, fast wortgetreu wiederholt. Der erneut beginnende Marschrhythmus leitet den Durchführungsteil ein, in dessen Fokus jedoch ungewöhnlicherweise nicht die beiden Hauptthemen stehen, sondern der Rhythmus des „Schicksalsmotivs“. Im Zentrum der Durchführung kommt es zum musikalischen Stillstand und Herdenglocken sind leise, wie aus der Entfernung, zu Xylophon- und zarter Holzbläserbegleitung zu hören. Ein Idyll inmitten des düsteren Marschsatzes. Kurze Motive der Holzbläser erhalten das Bild des österreichischen Naturidylls minutenlang aufrecht. Erst die verhaltene Rückkehr des Marschrhythmus beendet den zarten Einschub, der wie eine kleine idyllische Insel inmitten des tobenden Geschehens wirkt. Der stampfende Rhythmus verstärkt sich in der Reprise weiter. In der mitreißenden Coda beschleunigt sich das Stampfen der Pauken immer weiter, was zu einem relativ unvermittelten Ende nach einem ebenfalls beschleunigten Motiv des zweiten Themas führt.

### 2. Satz: Scherzo. Wuchtig
Das Scherzo schließt unmittelbar an den Marschrhythmus des ersten Satzes in a-Moll an, ist jedoch im 3/8-Takt gehalten, was auch im Bezug zum „Schicksalsmotiv“ gedeutet werden kann. Weiterhin spricht die Tonart für seine Stellung an zweiter Stelle der Sinfonie. Ein kaum artikuliertes Thema entfaltet sich unter größter Unruhe auf diesem Rhythmus. Ein langsames Ausklingen des Stampfens führt zu einem Trio, das rhythmisch unregelmäßiger und ungleich sanfter als das Hauptthema ist. In den Blechbläsern ertönt anschließend unvermittelt der Marschrhythmus, was zur Rückkehr des Scherzos führt. Hieraus entfaltet sich ein neues, unruhiges, tänzerisches Thema, das immer wieder unvermittelt durch den Marschrhythmus unterbrochen wird. Erneut ertönt anschließend ein Trio, das dem ersten zwar ähnelt, jedoch nicht dessen Wiederholung darstellt. Völlig unvermittelt kommt es anschließend zu einem dramatischen Tuttiakkord, welcher zum sofortigen Stillstand führt, der durch zaghafte Holzbläsermotive zwar überwunden wird, den Satz aber verhalten mit einigen bedrohlichen Motiven ausklingen lässt. Durch seine jähen Umbrüche und Charakterwechsel wirkt der Satz sehr unruhig und kontinuitätslos.

### 3. Satz: Andante moderato
Das Andante in Es-Dur ist der Ruhepunkt dieser Sinfonie. Die lyrische Thematik wird ebenfalls häufig als seiner Frau Alma geltend interpretiert. Die Instrumentierung ist im Vergleich zu den übrigen Sätzen moderater und verhaltener. Eine lyrische Grundstimmung entfaltet sich sehr langsam in den Streichern und Holzbläsern. Der zaghafte und unsicher wirkende Satzbeginn wird durch die Intonation eines elegischen Gesangs überwunden, dieser kommt erst im Epilog vollständig zum Klingen. Ein zweiter Abschnitt wird von den Holzbläsern eingeläutet. Im Hintergrund erklingt das elegische Hauptmotiv im Solohorn. Eine Steigerungswelle erfasst daraufhin das ganze Orchester, ohne dass ein musikalischer Durchbruch erreicht wird, der erst an einer vergleichbaren, späteren Stelle im Satz erfolgt. Ein kurzes volkstümliches Motiv im Ländlerrhythmus, erneut unter Einsatz der Kuhglocken, erscheint daraufhin recht unvermittelt. Ein kurzes Durchklingen des Hauptmotives wird von dramatischen Tremoli der Streicher überweht. Es wirkt, zumal durch Herdenglocken unterstützt, wie ein kurzer glücklicher Moment in der Ferne, welcher jedoch durch sein Auftreten in Moll und die aufwühlende Streicherbegleitung dramatisiert wird. Seufzermotive, die an das „Schicksalsmotiv“ aus dem ersten Satz erinnern, treten hier besonders markant hervor. Kurz danach gelingt der kurze musikalische Durchbruch, indem das Thema in erhabener Schönheit von den Streichern ausgesungen wird und einen kurzen Glücksmoment herzustellen vermag. Mit einigen beruhigenden Akkorden verklingt der ergreifende Satz im zarten Es-Dur-Akkord von Celesta und Streichern.

### 4. Satz: Finale, Sostenuto – Allegro moderato – Allegro energico
In diesem Satz kommen Mahlers Befürchtungen und Verzweiflung zum Vorschein, die sich beispielsweise auch in seinem Vokalzyklus Kindertotenlieder finden. Das Finale der Sinfonie wird häufig als eine Antizipation kommender persönlicher und historischer Katastrophen interpretiert.
Der schicksalhafte Finalsatz stellt eine Art erweiterte Sonatensatzform dar. Er dauert über 30 Minuten und gehört damit zu den längsten Sinfoniesätzen Mahlers und der Musikgeschichte überhaupt. Ein verhaltener Eingangsgedanke wird schnell von einem aufpeitschenden Tuttiakkord begleitet vom Rhythmus des „Schicksalsmotivs“ erstickt. Die Folge ist ein früher musikalischer Stillstand, in den kurze Motivfetzen hinein klingen. Ein mystisch wirkender Einsatz der Celesta erklingt in die Unentschlossenheit. Erneut taucht das aufpeitschende „Schicksalsmotiv“ des Satzbeginns auf, dessen Parallelen zum ersten Satz der Sinfonie hier noch markanter sind.
Ein Choral der tiefen Bläser erklingt anschließend in erhabener Dramatik. Immer wieder kommt es in dieser Motivansammlung zu kurzen, aufpeitschenden dramatischen Ausbrüchen. Nach einiger Zeit entsteht ein sich steigernder marschartiger Lauf, der eine Verbindung zu den ersten beiden Sätzen herstellt. Kurzzeitig wendet sich das Thema gar nach Dur, bevor es in mitreißender Dynamik vorwärts getrieben wird. Oftmals bewegt Mahler sich hier am Rande der Tonalität. Nach einiger Zeit kommt es zu einem musikalischen Ruhepunkt, in dem erneut verhaltene Motivfetzen erklingen und auch die Kuhglocken wieder zu hören sind. Hieraus entwickelt sich ein erneuter Taumel, der eine dramatische Entwicklung ist, auf deren Höhepunkt in voller Härte ein Hammerschlag erklingt. Noch ist der totale Zusammenbruch nicht die Folge dieser musikalischen Verdichtung. Dennoch türmt sich das Geschehen gleichsam in Tonkaskaden auf und strebt der Rückkehr des Marschrhythmus entgegen. Ein lyrischer Zwischengedanke führt anschließend unmittelbar zum zweiten Hammerschlag, der dramatische Wirkung nach sich zieht. Ein musikalischer Aufschrei aus komplexen Tongebilden türmt sich auf, um mit einem Paukenschlag in Verbindung mit dem Tamtam nach einer karikaturhaften Aufnahme des Marschrhythmus in das „Schicksalsmotiv“ hernieder zu stürzen. Spätestens nach diesem weiteren Tuttischlag bricht das Tongebilde zusammen. Nur mühsam bringen einige leere Akkorde der Fagotte und Harfe nochmals Leben in das musikalische Geschehen. Das mystische Celestathema des Satzbeginns taucht wieder auf, ebenso weitere Motive.
Ein letztes Mal entsteht ein dynamischer Steigerungsprozess, der kurzzeitig in einigen strahlenden Tuttiakkorden gipfelt und eine Beschleunigung des Geschehens mit sich bringt. Erneut erklingt der Marsch in ausgedehnter Form. Es entwickelt sich eine beispiellose Steigerung am Rande der Tonalität, in der unvermittelte Tonmodulationen von Dur nach Moll dominieren. Diese Passage reißt in Kombination mit dem Schicksalsrhythmus alles mit sich, bis an deren gewaltigem Endpunkt der vernichtende letzte Hammerschlag steht.  In einer späteren Fassung der Sinfonie entfernte Mahler diesen dritten Hammerschlag auf Bitten Almas und trug damit auch dem eigenen Aberglaube Rechnung. Stattdessen ist ein langsam verklingender Paukenschlag zu hören. Es folgen einige aufgewühlte Harfenakkorde und sich letztmals aufbäumende Streichermotive, die langsam zu Boden und ins Leere fallen. Dissonante Bläserakkorde vermitteln in einer Art abschließenden Trauermarsch, der an das elegische Motiv aus dem Andante Moderato erinnert, nur noch leeren und mystischen Klang. Der letzte Schlag hat das musikalische Geschehen unwiederbringlich zerstört. Ein leise aushauchender Kontrabasston erstickt in einem jähen Aufschrei des Orchestertuttis zum Schicksalsrhythmus, der wie eine Besiegelung des Zusammenbruchs wirkt. Das Werk verklingt in musikalischer Ausweglosigkeit und Verzweiflung in pianissimo.

### Zum Problem der Satzreihenfolge
Die Reihenfolge der beiden Mittelsätze Scherzo und Andante ist nicht eindeutig geklärt. Ursprünglich wollte Mahler das Scherzo vor den Andante-Satz stellen, und in dieser Form erschien auch der Erstdruck der Sinfonie im Verlag C. F. Kahnt. Noch vor der Premiere im Jahr 1906 entschied Mahler sich jedoch dafür, die Reihenfolge in Andante – Scherzo umzuändern. Mahler selbst führte das Werk immer nur in dieser Gestalt auf. Mahler-Interpret Willem Mengelberg fragte 1919 bei Mahlers Witwe Alma nach der korrekten Reihenfolge. Diese propagierte jedoch die ältere Reihenfolge Scherzo – Andante. Auch in der ersten Ausgabe der kritischen Gesamtausgabe (1963) wurde die Sinfonie in dieser Satzreihenfolge abgedruckt. Viele Dirigenten führen die Sinfonie heute in der Reihenfolge Scherzo – Andante auf, was aber der letzten belegbaren Äußerung Mahlers zu diesem Thema widerspricht.
Kompositorisch spricht einiges für das Andante an dritter Stelle. Das Scherzo setzt mit a-Moll und einem Gleichschritt der Bässe ein und knüpft somit unmittelbar an den Kopfsatz an. Es ergänzt diesen von der Reprise her, da Mahler sich hier den fälligen Wiedereintritt der Grundtonart a-Moll für den Beginn des Scherzos aufspart. Das c-Moll, mit dem der Finalsatz einsetzt, orientiert sich dagegen deutlich am Es-Dur des Andantes. Hieran wird deutlich, dass die Grundkonzeption der Sinfonie durchaus in der Reihenfolge Scherzo – Andante erfolgte, und erst später geändert wurde.

## Wirkung
Die Uraufführung der Sinfonie fand am 27. Mai 1906 im Essener Saalbau als Höhepunkt des Tonkünstlerfestes des Allgemeinen deutschen Musikvereins statt. Es spielten die Essener Philharmoniker, vereinigt mit dem Sinfonieorchester Utrechts, unter der Leitung des Komponisten. Mahler leitete außer der Uraufführung nur zwei weitere Aufführungen des Werkes: in München am 8. November 1906 und letztmals in Wien am 4. Januar 1907. Diese Aufführung ist die einzige, bei welcher der heute teilweise geläufige Beiname „Tragische Sinfonie“ auf dem Programmzettel stand. Obgleich Mahler diesen Titel wohl selbst nicht verwendete, akzeptierte er die Nennung des Namens im Programmheft bei dieser Aufführung. Mahler fügte diese Bezeichnung jedoch nie in die Partiturdrucke ein, weshalb der Name nicht offiziell zu verwenden ist.
Im Gegensatz zur Uraufführung der 5. Sinfonie stieß die 6. Sinfonie durchaus auf Wohlwollen. Viele Kritiker lobten die Klarheit des Ausdrucks und die klassische Form des Werkes. Auch der differenzierte Orchesterklang mit seinen innovativen Verwendungen des Schlagwerkes wurde beispielsweise in der Neuen Zeitschrift für Musik gelobt. Negative Äußerungen der Zeitgenossen beschränkten sich meist auf eine zu große Orchesterbesetzung und den dadurch erzeugten teilweise lärmenden Charakter der Musik. Richard Strauss sprach hier von einer „Überinstrumentierung“ des Werkes. Der tragische Ton der Sinfonie, welcher ein Sehnen, Klagen und Verzweifeln ausdrückt, wurde größtenteils vom Publikum verstanden und als schöpferisch wertvoll empfunden. Gerade diese Tiefe der Empfindung macht das Werk zu einer der schwierigsten Sinfonien Mahlers, die bis heute eine große künstlerische Herausforderung darstellt. Die Sinfonie gilt als eines der stärksten Werke Mahlers, wird jedoch auf Grund ihres pessimistischen Charakters nicht so häufig aufgeführt wie einige andere Sinfonien des Komponisten.

## Stellenwert
Die 6. Sinfonie steht in der Mitte der drei reinen Instrumentalsinfonien von der 5.–7. Sinfonie Mahlers. Formal ist diese Sinfonie durchaus traditionell gehalten, da sie viersätzig ist und die Ecksätze in der Sonatensatzform stehen. Neben der 4. Sinfonie kann sie deshalb als seine klassischste bezeichnet werden. Im Vergleich zur vorherigen 5. Sinfonie fällt die größere Aufführungsdauer, welche an die formale Ausdehnung der 3. Sinfonie anschließt, auf. Auch die Orchesterbesetzung ist hier großflächig erweitert. Sie stellt die größte Instrumentierung aller Sinfonien Mahlers, mit Ausnahme der 8. Sinfonie, dar. Die mit der 5. Sinfonie begonnene Schaffensphase findet hier einen neuen Höhepunkt. Auch dieses Werk steht an einigen Stellen an der Grenze der Tonalität und wendet eine progressive Chromatik an. Dies weist deutlich auf die 9. Sinfonie, in der Mahler den tonalen Raum endgültig hinter sich lässt und den Weg ins Transzendente der Musik findet. Das Alleinstellungsmerkmal der 6. Sinfonie ist allerdings ihr grundlegend tragischer, teilweise verzweifelter Ton. Mit dem tragischen Ausgang des letzten Satzes ist das Werk einzigartig unter den Sinfonien Mahlers. Alle anderen Sinfonien enden in einer größeren Schlussapotheose im optimistischen Grundton, abgesehen von der 9. Sinfonie, die in einer Art transzendenter Resignation endet. Es ist dies ein Vorgehen, das auf den ersten Blick biographisch nicht begründet ist. Der Entstehungszeitraum fällt in eine eigentlich glückliche Zeit des Komponisten. Die Intensität der musikalisch-tragischen Aussage des Werkes legt somit den Schluss nahe, dass Mahler hier tieferen Gefühlszuständen Ausdruck verleiht. Auch scheint Mahler kommende persönliche und historische Katastrophen zu antizipieren. Der Klang eines Hammers, der im letzten Satz dieser Sinfonie dreimal zu hören ist, weist darauf hin. So sagte Alma Mahler, dass ihr Ehemann später durch drei mächtige Schicksalsschläge gefällt wurde, von denen einer der Tod seiner Tochter war. Sie setzt diese Schicksalsschläge in Beziehung zum dreimaligen Erklingen des Hammers im Finalsatz. Damit sieht sie die Hammerschläge ebenfalls als eine Art Vorausdeutung auf das spätere Schicksal Gustav Mahlers. Der dritte Hammerschlag in Takt 783 wurde von Mahler 1907 bei der Revision der Sinfonie, vermutlich aus abergläubischen Gründen, gestrichen („Der Held der drei Schicksalsschläge bekommt, von denen ihn der dritte fällt wie einen Baum“). Von den Herausgebern der kritischen Gesamtausgabe der Werke Gustav Mahlers wurde er jedoch wiederhergestellt.
Diese Sinfonie stellt eine neue Qualität des musikalisch Ausdrückbaren dar. Ähnlich wie die 6. Sinfonie Tschaikowskis verleiht die Musik tiefsten und innersten Gefühlen der Verzweiflung Ausdruck. Eine solch intensive Darstellung emotionaler Abgründe ist ein in dieser Intensität äußerst seltener Fall in der Musikgeschichte. Alma Mahler berichtete hierzu: „Kein Werk ist ihm so unmittelbar aus dem Herzen geflossen. Die Sechste ist sein allerpersönlichstes Werk und ein prophetisches obendrein.“